# Jakob Immanuel Pyra
Jakob Immanuel Pyra (* 25. Juli 1715 in Cottbus; † 14. Juli 1744 in Berlin) war ein deutscher Dichter der Aufklärung. Pyra wurde unter anderem durch seine gegen Johann Christoph Gottsched gerichteten Streitschriften bekannt. In seinen Gedichten ist er der Empfindsamkeit zuzuordnen.
1734 bis 1738 studierte Pyra Theologie in Halle. Nebenbei betätigte er sich als Hauslehrer und gründete eine Vereinigung zur Förderung der deutschen Sprache und war Mitbegründer des ersten halleschen Dichterkreises. 1742 wurde er Konrektor am Berliner Köllnischen Gymnasium.

## Werke
- Erweis, dass die Gottschedianische Sekte den Geschmack verderbe (1743)
- Fortsetzung des Erweises, dass die Gottschedianische Sekte den Geschmack verderbe (1744)
- Thirsis und Damons freundschaftliche Lieder (Gedichte)